# Елктон (Мічиган)
Елктон (англ. Elkton) — селище (англ. village) в США, в окрузі Гурон штату Мічиган. Населення — 796 осіб (2020).

## Географія
Елктон розташований за координатами 43°49′6″ пн. ш. 83°10′51″ зх. д. / 43.81833° пн. ш. 83.18083° зх. д. (43.818268, -83.180951).  За даними Бюро перепису населення США в 2010 році селище мало площу 2,59 км², уся площа — суходіл.

## Демографія
Згідно з переписом 2010 року, у селищі мешкало 808 осіб у 349 домогосподарствах у складі 223 родин. Густота населення становила 312 особи/км².  Було 387 помешкань (149/км²).
Расовий склад населення:
| - 96,4 % — білих - 0,4 % — корінних американців - 0,1 % — чорних або афроамериканців |

До двох чи більше рас належало 2,5 %. Частка іспаномовних становила 2,5 % від усіх жителів.
За віковим діапазоном населення розподілялося таким чином: 26,1 % — особи молодші 18 років, 58,4 % — особи у віці 18—64 років, 15,5 % — особи у віці 65 років та старші. Медіана віку мешканця становила 36,3 року. На 100 осіб жіночої статі у селищі припадало 91,9 чоловіків;  на 100 жінок у віці від 18 років та старших — 87,7 чоловіків також старших 18 років.
Середній дохід на одне домашнє господарство  становив 42 717 доларів США (медіана — 33 125), а середній дохід на одну сім'ю — 48 001 долар (медіана — 37 578). Медіана доходів становила 32 639 доларів для чоловіків та 26 932 долари для жінок. За межею бідності перебувало 30,5 % осіб, у тому числі 49,6 % дітей у віці до 18 років та 5,9 % осіб у віці 65 років та старших.
Цивільне працевлаштоване населення становило 369 осіб. Основні галузі зайнятості: освіта, охорона здоров'я та соціальна допомога — 26,0 %, виробництво — 25,5 %, роздрібна торгівля — 9,8 %, сільське господарство, лісництво, риболовля — 9,5 %.